# Леки крайцери тип „Цейлон“
Цейлон (на английски: Ceylon – Цейлон) са тип британски леки крайцери на Британския Кралски флот, от времето на Втората световна война. Този тип крайцери също е познат с името Colony или Crown Colony втора серия. Всичко от проекта са построени 3 единици: „Цейлон“ (на английски: HMS Ceylon (30)), „Нюфаундленд“ (на английски: HMS Newfoundland (59)) и „Уганда“ (на английски: HMS Uganda (66)). Стават развитие на леките крайцери от типа „Фиджи“.

## История на създаването
Трите крайцера, причислени към проекта „Цейлон“, първоначално са заложени като крайцери от типа „Фиджи“. Но под впечатление от загубите, нанесени на британския флот от немската авиация в хода на евакуацията на британските войски от Дюнкерк, през юни 1940 г., е взето решение за усилване на зенитното въоръжение на строящите се крайцери. Работите по първите осем крайцера са прекалено напреднали, за да може да се внесат големи изменения в проекта, за това фактически са преустроени само крайцерите, намиращи се в ниска степен на готовност – „Уганда“, „Цейлон“ и „Нюфаундленд“.
Крайно плътната компоновка на крайцерите от типа „Фиджи“, предизвикана от стремежа да се поставят 12 152 mm оръдия в пределите на стандартна водоизместимост от 8000 дълги тона, съответстваща на ограниченията на Лондонския морски договор от 1936 г., не позволяват усилването на зенитното въоръжение на корабите без сериозни изменения. Първоначалният проект предвижда да се замени кърмовата възвишена кула за 152 mm оръдия на две 102 mm сдвоени установки за зенитни оръдия Mk.XIX, но след това се ограничават само с една такава установка, за да добавят четвърти зенитен директор и да оборудват всички зенитни установки със силова трансмисия. Въпреки това и този вариант не е окончателен. В крайна сметка, решават да акцентират на близката ПВО и на крайцерите се появява трети зенитен автомат Vickers QF 2 pounder Mark VIII – четирицевна установка с калибър 40 mm. Проектът е утвърден през февруари 1941 г.

## Конструкция
Конструктивно крайцерите от типа „Цейлон“ слабо се различават от типа „Фиджи“. Измененията в конструкцията се отнасят само до въоръжението. Вместо кърмовата кула със 152 mm оръдия имат четирицевен „Пом-пом“, а двата други „Пом-пома“ са преместени напред, за да се подобрят секторите им на обстрел. Изменя се и разположението на зенитните директори. По оценка на британските моряци, ефективността на ПВО при типа „Цейлон“ е 1,5 пъти по-висока, отколкото при типа „Фиджи“. Силовата установка е форсирана до 80 000 к.с. Това е силовата установка, което има най-високата тяговъоръженост сред всички британски крайцери от периода на Втората световна война – 55,6 к.с./t. Височината на надводния борд, при нормална водоизместимост, съставлява 9,02 м при носа (срещу 9,14 м крайцерите „Фиджи“) и едва 4,57 м на мидъла и 5,18 м – при кърмата.

## История на службата

### HMS Uganda (66)
Заложен на 20 август 1939 г. в корабостроителницата на „Викерс-Армстронг“ (на английски: Vickers Armstrong) в Тайн и спуснат на вода на 7 август 1941 г., влиза в строй на 3 януари 1943 г. След влизането в строй остава в състава на Флота на метрополията. През април 1943 г. действа при бреговете на Северна Африка. След това е предаден на Средиземноморския флот и през юли 1943 г. поддържа с артилерийския си огън съюзническите войски в хода на десанта в Сицилия. На 13 септември 1943 г. е атакуван по въздуха от бомбардировач Do-217 и получава попадение от управляема авиационна бомба FX-1400. Бомбата пробива корпуса на крайцера изцяло и се взривява под дъното. В резултат на това кораба губи ход и поема 1300 тона вода.
Крайцерът е изпратен за САЩ, където се ремонтира от октомври 1943 г. до октомври 1944 г. в корабостроителницата на ВМС в Чарлстон. 21 октомври 1944 г. крайцерът е предаден на ВМС на Канада. През януари 1944 г., минава Суецкия канал и влиза в състава на Тихоокеанския флот на Великобритания. „Уганда“ участва в операциите против Окинава и Формоза, а също и в рейда над островите Рюкю през пролетта на 1945 г. На 14 – 15 юни той обстрелва островите Трук. През юли участва в последните рейдове на съюзническия флот против Япония. На 27 юли 1945 г. крайцерът отплава за ремонт в Канада, където пристига на 10 август 1945 г.
След войната корабът се използва като учебен. На 14 януари 1952 г. е преименуван на „Квебек“ (на английски: Quebec). На 13 юли 1956 г. крайцерът е изключен от състава на флота. След това е продаден за скрап на японска компания и на 6 февруари 1961 г. „Квебек“ завършва своя последен поход за Осака, където пристига за разкомплектоване.

### HMS Newfoundland (59)
Заложен на 9 ноември 1939 г., спуснат на вода на 19 декември 1941 г., влиза в строй на 21 януари 1943 г.

### HMS Ceylon (30)
Заложен на 27 април 1939 г., спуснат на вода на 30 юли 1942 г., влиза в строй на 13 юли 1943 г.

## Оценка проекта
Леките крайцери тип „Фиджи“ и „Цейлон“ се проектират с оглед както на договорните ограничения, така и според необходимостта за икономия на средства. Британската империя не може да си позволи масовото строителство на мощните, но прекалено скъпи крайцери от типа „Белфаст“. Като цяло конструкторите се справят със задачата да създадат универсален лек крайцер. Фактически единственият сериозен недостатък е прекалено плътната компоновка, което води до свалянето на една от кулите на главния калибър за усилване на системата за ПВО. Дори и това се обяснява с изначалните ограничения за водоизместимост. В рамките на полученото задание британските конструктори успяват да създадат кораби умерени по своите характеристики, но добре балансирани и надеждни, което потвърждава дългата им и успешна служба на всички театри на Втората световна война.

## Коментари
1. ↑  Всички данни се привеждат към момента на влизане в строй.